# 탄폐증
탄폐증 또는 탄갱진폐증, 탄분증(Black lung disease, BLD, coal-mine dust lung disease, black lung)은 석탄 먼지를 장기간 흡입하고 폐에 침착시키며 그에 따른 폐 조직의 반응으로 인해 발생하는 직업성 진폐증이다. 석탄 광부와 석탄을 다루는 다른 사람들에게 흔히 발생한다. 이는 실리카 먼지 흡입으로 인한 규폐증 및 석면 먼지 흡입으로 인한 석면폐증과 유사하다. 흡입된 석탄 먼지는 점진적으로 폐에 축적되어 염증, 섬유증, 최악의 경우 괴사를 유발한다.
탄폐증은 탄저병의 초기의 보다 가벼운 형태 이후에 발생한다. 대체로 증상이 없으며 대기 오염으로 인해 모든 도시 거주자에게서 적어도 어느 정도 발견된다. 다량의 석탄 먼지에 장기간 노출되면 더 심각한 형태의 질병, 즉 단순 석탄 노동자의 진폐증과 복합 석탄 노동자의 진폐증(또는 진행성 거대 섬유증, PMF)이 발생할 수 있다. 보다 일반적으로, 석탄 분진에 노출된 근로자는 직장 분진 노출과 관련하여 임상적으로 만성 기관지염(즉, 최소 2년 동안 연간 3개월 동안 심한 기침)으로 정의되는 산업 기관지염에 걸린다. 산업성 기관지염의 발생률은 연령, 직업, 노출, 흡연에 따라 다르다. 석탄 광부에 대한 연구에 따르면 비흡연자(흡연자에 비해 기관지염 발병 가능성이 낮음)의 경우 산업 기관지염 발병률이 16~17%인 것으로 나타났다.
2013년에 BLD로 인해 전 세계적으로 25,000명의 사망자가 발생했다. 이는 1990년의 29,000명에 비해 감소한 수치이다. 미국 국립산업안전보건연구소(National Institute of Occupational Safety and Health)의 2018년 연구에 따르면 베테랑 석탄 광부들 사이에서 다시 부활하여 약 20년 만에 가장 높은 BLD 발생률을 기록했다.